# 恆昶

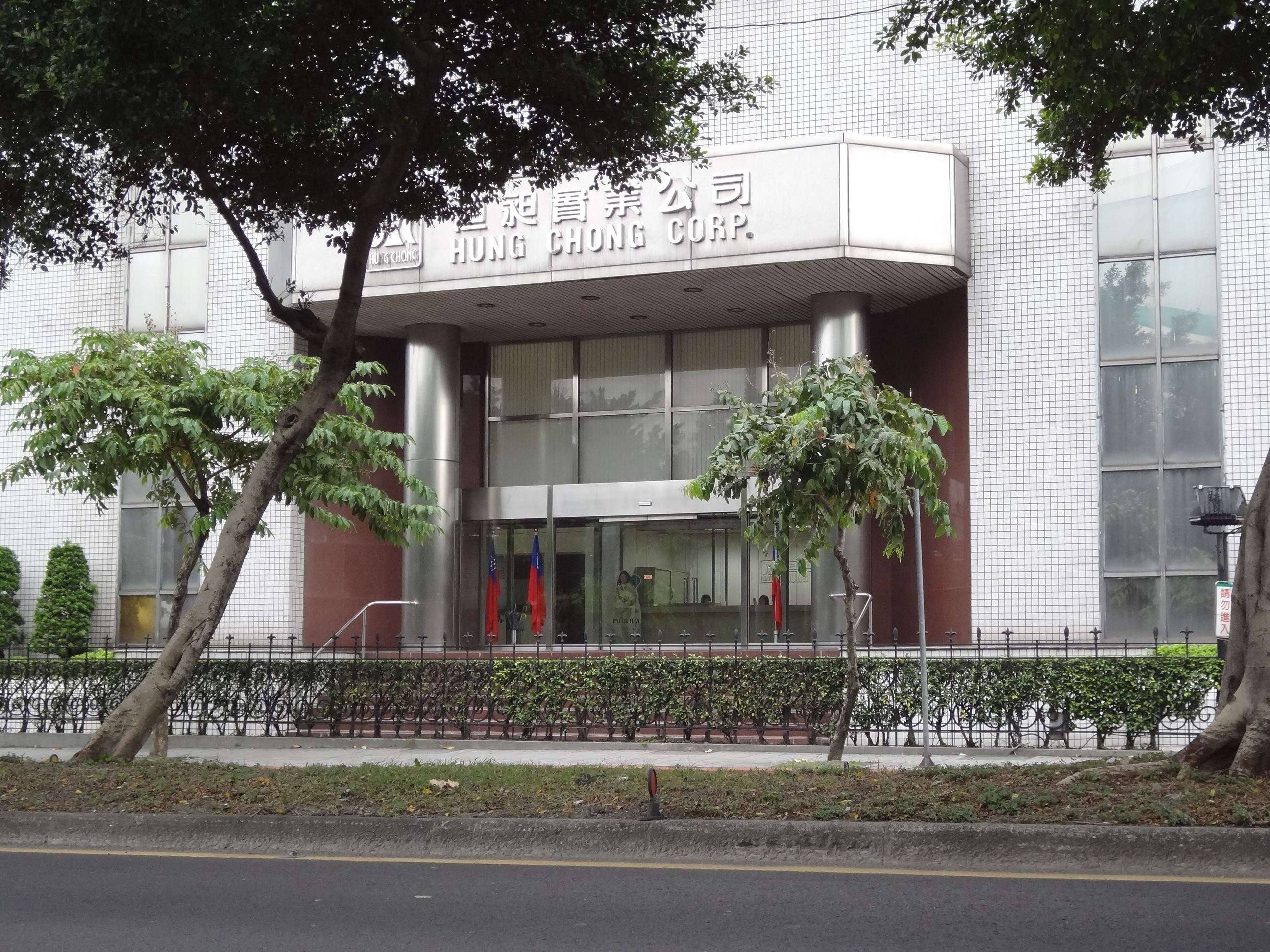

恆昶實業股份有限公司（ 英語︰Hung Chong Co., Ltd），前身為恆昶照相材料行，台灣公司。1950年起為富士軟片公司全系列商品在臺灣區的總代理商，也是該公司在日本本土以外第一家的合作代理商。

## 年表及概述

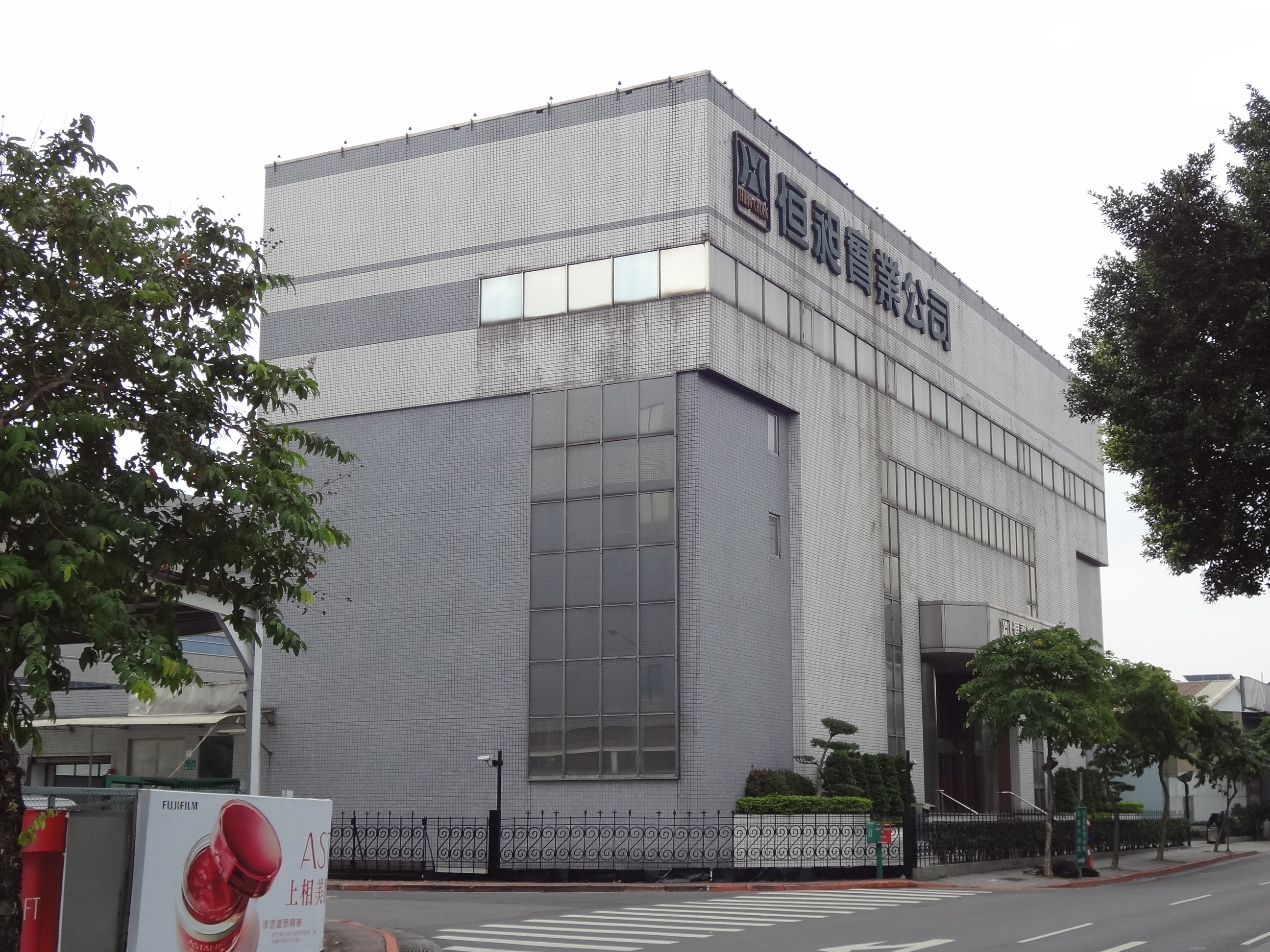
在臺北市內湖區的恆昶實業總部

- 1949年，沈善慶於台北市南京西路成立恆昶照相材料行，當時僅5名員工。
- 1950年，公司開始成為日本富士軟片全系列商品臺灣區總代理商。
- 1958年，公司開始同時為日本CANON相機台灣總代理。
- 1968年，成立富士彩色軟片及相紙沖印廠。
- 1973年，公司開始同時為日本岩崎通信機（日语：岩崎通信機）台灣總代理。更名為恆昶實業股份有限公司
- 1979年，公司開始同時為英國Autotype網版印刷及義大利Policrom網屏幕的台灣總代理。
- 1980年，於高雄興建廠房。成立大高雄地區富士彩色沖印廠。成立高雄營業處。[2]
- 1983年，於台中興建廠房，成立富士彩色沖印廠、台中營業處。[3]
- 1986年，恆昶富士軟片文教基金會成立。
- 1987年，開始同時為美國AM印刷機及Varityper電腦排版機的台灣總代理。
- 1988年，另立專業公司－彩虹股份有限公司。
- 1989年5月，恆昶攝影藝廊成立（由恆昶富士軟片文教基金會成立）
- 1990年，總公司辦公大樓興建完成，當時地址為臺北市內湖區民權東路1388號，現地址為臺北市內湖區民權東路六段38號。

## 銷售產品
- 富士業餘、專業軟片及相紙。
- 富士數位相機 FinePix 系列。
- X光軟片、醫療、影像設備、磁性錄音錄影產品。
- 電腦資訊記錄媒體、文件處理影像設備、光學產品。
- 印刷製版軟片及印刷機設備。

## 註解或參考來源
1. ↑  . 《@live數位時尚雜誌》國際中文版 (臺北市: 資訊傳真). 2003年9月, (No.06): 頁143–145. 雙方的合作關係已經維持將近五十五年……從黑白手動的沖洗技術，到數位影像與沖洗的技術，甚至醫院X光片的軟片、新竹科學園區的工業攝影技術等，台灣恆昶實業見證了台灣的攝影史。
2. ↑  在高雄市三民區，參見
3. ↑  在台中市西屯區，參見

## 相關連結
- 恆昶實業 － 富士FDI沖印影像中心